# غامباسكا
غامباسكا هي بلدية (كوميون) في مقاطعة كونيو في منطقة بيدمونت الإيطالية، وتقع على بعد نحو 60 كيلومتر (37 ميل) جنوب غرب تورينو وحوالي 30 كيلومتر (19 ميل) شمال غرب كونيو.
تقع غامباسكا على حدود البلديات التالية: بروساسكو، مارتينيانا بو، ريفلو، ريفريدو، سانفرونت.